# Marie-Céline de Dorlodot
Pour les articles homonymes, voir Dorlodot.
Marie-Céline de Dorlodot, née le 29 juillet 1907 à Châtelet et morte le 29 avril 1997 à Bruxelles, est une Belge qui, en juin 1940, entre à l'Office belge de rapatriement à Vichy, qui passe sa vie à établir des listes de camps et de victimes du nazisme. Ses archives ont été léguées aux archives nationales de France, par sa famille.

## Biographie
Marie-Céline de Dorlodot est née le 29 juillet 1907 à Châtelet (Belgique). Elle est la fille du  baron Gontran de Dorlodot et de Julienne Bouvelle, ainsi que la nièce de René de Dorlodot. Après des études secondaires et un baccalauréat français, elle entre en juin 1940 à l'Office belge de rapatriement, qui a un bureau à Vichy.
A la fin de la guerre, elle est chargée, en tant que bénévole, par le Commissariat belge au rapatriement "de faire en France toute enquête utile permettant de rechercher des renseignements sur les prisonniers belges en Allemagne".
En juillet 1946 le Commissariat belge au Rapatriement la nomme chef de la mission de recherches en France. À ce titre, elle prospecte systématiquement, avec son équipe, les archives départementales, les prisons, les camps, les entreprises, contacte les mairies, les cimetières, rassemble une très importante documentation sur les victimes civiles belges en France et en Allemagne, et répond à de nombreuses demandes de recherches.
Elle est chargée de missions plus ou moins longues à Londres, à Genève, pour y effectuer des recherches, ou encore à Kehl en 1947 pour ramener 32 enfants venant de Hongrie.
À la suite de la suppression le 1er juillet 1948 de la mission militaire belge de recherche en zone française d'occupation d'Allemagne, Marie-Céline de Dorlodot est accréditée en 1949 par le ministère de l'Administration générale et des Pensions belge pour rechercher dans cette zone la documentation relative aux disparus et aux personnes déplacées ainsi que la localisation et l'identification des sépultures des Belges qui y sont décédés.
À la fin de l'année 1954, les missions de recherches belges à l'étranger sont supprimées. Marie-Céline de Dorlodot est alors nommée chef de la mission belge permanente de recherches auprès du Service international de recherches (ITS) d'Arolsen (Allemagne), où elle poursuit sa mission tout en gardant à Paris un bureau de liaison.
Que ce soit à Paris ou à Arolsen, Marie-Céline de Dorlodot a jusqu'à sa démission en novembre 1984, à l'âge de 77 ans, œuvré pour cette mission et transmis les résultats de ses recherches et les copies des documents exploités à l'Administration des Victimes de la Guerre, à Bruxelles
,,,,.

## Famille
Marie-Céline de Dorlodot est la fille du baron Gontran de Dorlodot (1874-1959) et de Julienne "Lily" Bouvelle (1877-1971). Elle a une sœur, Louise de Dorlodot.

## Mort
Marie-Céline de Dorlodot est morte le 29 avril 1997, Bruxelles, Belgique, à l'âge de 89 ans. Elle est enterrée dans sa ville natale du Châtelet, Belgique.